# Gabriel von Sedlmayr

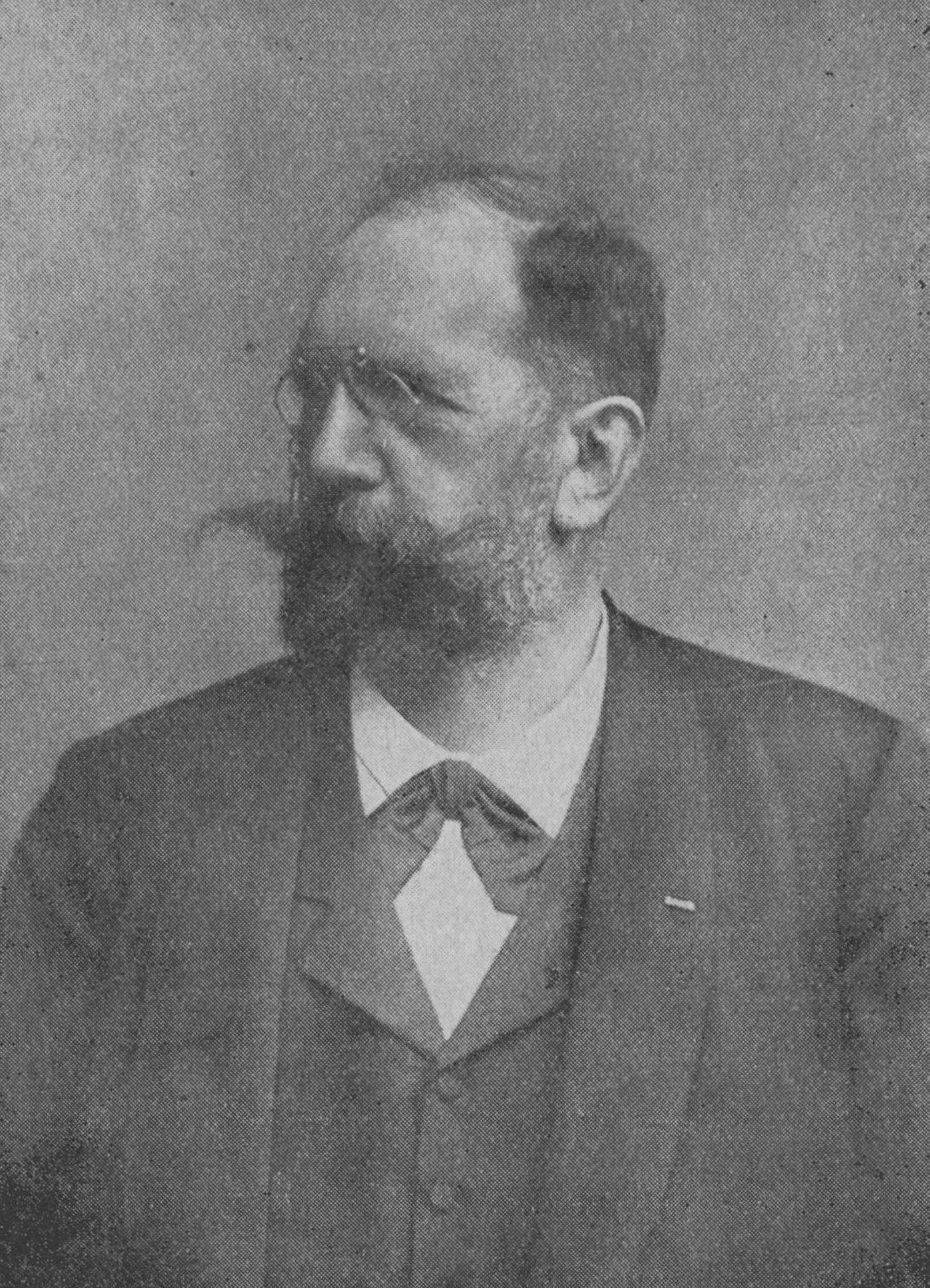
Gabriel von Sedlmayr, um 1926

Gabriel Sedlmayr, später Ritter von Sedlmayr (* 5. April 1850 in München; † 14. Januar 1931 ebenda), war ein bayerischer Unternehmer und Münchner Corpsstudent. 

## Leben
Gabriel Sedlmayer (III) war der älteste Sohn von Joseph Sedlmayr (18.07.1808-12.03.1886) und Helena Sedlmayr (geb. Baumann - 02.04.1822-12.02.1875). Gabriel Sedlmayr d. Ä. - sein Großvater -  hatte die Brauerei zum Spaten groß gemacht und sein Onkel Gabriel Sedlmayr d. J. hatte die Brauerei zum Spaten mit seinem Vater Josef Sedlmayr weitergeführt. Sein Vater stieg 1842 als Teilhaber an der Spatenbrauerei aus und erwarb die Leistbrauerei. 1861 erwarb sein Vater auch noch die Franziskaner-Brauerei.
Insofern war Berufsausbildung von Gabriel Sedlmayer (III) vorbestimmt und auf die Weiterführung der väterlichen Brauereien ausgerichtet. Er studierte Brauereiwesen und legte die Meisterprüfung im Brauereifach ab. Seine weitere Ausbildung in der Großbrauerei Dreher in Schwechat bei Wien ist von besonderer Bedeutung, da er hier mit der Herstellung von Märzenbier vertraut wurde, welches auf seine Veranlassung von der Franziskaner-Brauerei auf dem Oktoberfest eingeführt wurde.
Eine Studienreise nach England und Besuche bei anderen Brauereien in Deutschland ergänzten seine Ausbildung und nach der Vervollständigung der Erfahrungen unter väterlicher Aufsicht übernahm Gabriel Sedlmayer (III) 1875 den elterlichen Betrieb.
Gabriel Sedlmayer (III) war über viele Jahre in den verschiedensten Gremien der Bayerischen und Deutschen Wirtschaft tätig. So war er ab 1876 jahrzehntelang Vorstand der Wissenschaftlichen Station für Brauerei in München. Viele Jahre war er Vorstand der Brauerei- und Mälzerei-Berufsgenossenschaft, Vorstandsmitglied des Bayerischen Brauerbundes und Ausschussmitglied des Deutschen Brauerbundes. Weiterhin wirkte er als Handelsrichter, Mitglied des Oberbayerischen Landrates, Ausschussmitglied und Vorstandsmitglied des Polytechnischen Vereins, Vorstandsmitglied des Münchner Handelsvereins und des Bayerischen Industriellenverbandes. Auch als jahrelanger Vorsitzender des Bayerischen Revisionsvereins und als Vorsitzender des Aufsichtsrates der Bayerischen Hypotheken- und Wechselbank nahm Sedlmayr aktiven Anteil am wirtschaftlichen Aufstieg Deutschlands vor dem Ersten Weltkrieg. 1913 wurde das Vermögen der Familie Sedlmayer auf 95 Millionen Mark geschätzt.

## Corpsmitgliedschaft
Sedlmayr war seit 1866 Corpsbruder seines Cousins Gabriel von Seidl (die Schwester des Vaters, Theresia Sedlmayr hatte den Bäcker Anton Seidl geheiratet, deren Söhne Gabriel und Emanuel Seidl Architekten wurden). Von 1923 bis 1931 war Sedlmayr der erste Ehrenvorsitzende des Philisteriums des Corps Germania München. Als Hauptfinanzier des Corpshauses schmückt sein Porträt zusammen mit dem von Seidl, als Architekt, bis heute das Vestibül des Corpshauses.

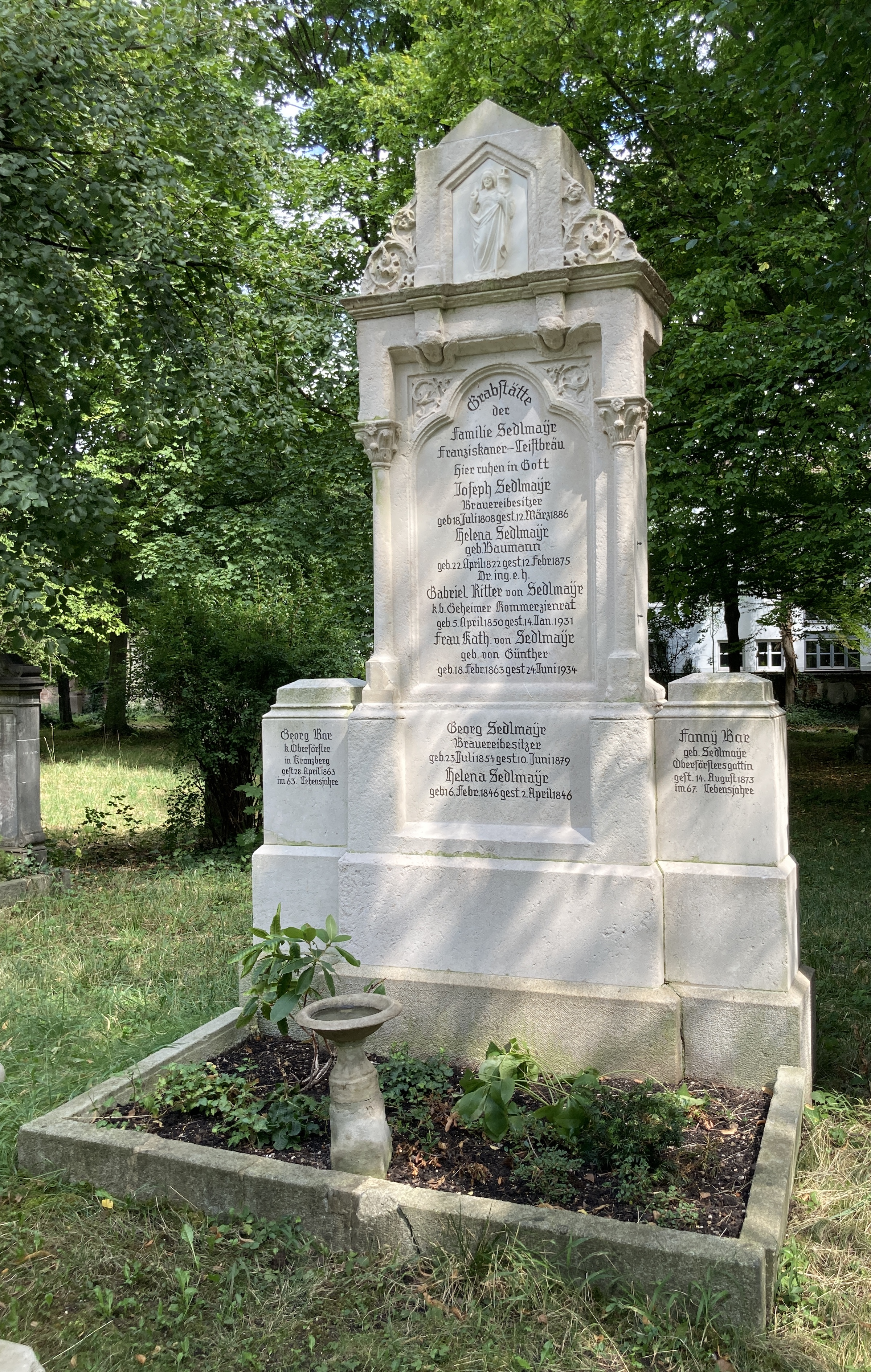
Grab von Gabriel Sedlmayr III auf dem Alten Südlichen Friedhof in München

## Grabstätte
Gabriel Sedlmayer (III) starb im Alter von 80 Jahren. Die Grabstätte von Gabriel Sedlmayr III befindet sich auf dem Alten Südlichen Friedhof in München (Gräberfeld 5 - Reihe 16 - Platz 28/29) Standort. In dem Grab liegen auch seine Eltern und weitere Verwandte der Familie.

## Auszeichnungen und Titel
- Goldene Bürgermedaille der Stadt München (1881)
- Dr.-Ing. h. c.
- Kgl. Bayer. Geheimer Kommerzienrat
- Ritterkreuz des Verdienstordens der Bayerischen Krone, dadurch Erhebung in den persönlichen Adelsstand des Königreichs Bayern
- Erster Ehrenvorsitzender des Philister-Ausschusses des Corps Germania

## Oktoberfest
Sedlmayr sorgte für die Einführung des noch heute gebräuchlichen Festbiers, des Märzenbiers. Zudem ist es der Verbindung zwischen Sedlmayr und der Familie Schottenhamel zu verdanken, dass die Münchner Studentenverbindungen auch heute noch ihre Boxen im ältesten Festzelt auf dem Oktoberfest nutzen können.